# Alfons Alzamora
Alfons Alzamora Ametller (Palma di Maiorca, 20 maggio 1979) è un cestista spagnolo.

## Palmarès
- Campionato spagnolo: 2

Barcellona: 1998-99, 2002-03
- Copa del Rey: 1

Barcellona: 2003
- Liga catalana: 1

Barcellona: 2001
- Coppa Korać: 1

Barcellona: 1998-99
- Eurolega: 1

Barcellona: 2002-03